# Billy Joe Royal
Billy Joe Royal (Valdosta, 3 aprile 1942 – Morehead City, 6 ottobre 2015) è stato un cantante statunitense.

## Biografia
Cresciuto a Marietta (Georgia), ebbe successo nella seconda metà degli anni Sessanta con i brani Down in the Boondocks, I Knew You When, I've Got to Be Somebody e Hush, quest'ultimo scritto da Joe South e coverizzato anni dopo dai Deep Purple.
Nel 1969 realizzò un'altra hit, Cherry Hill Park, inserita nel disco omonimo.
Negli anni Settanta si dedicò praticamente solo all'attività live, mentre negli anni Ottanta produsse diversi brani e album country. Il suo disco più venduto fu The Royal Treatment, datato 1987. Collaborò nello stesso anno con Donna Fargo.
Nel 1991 pubblicò un Greatest Hits.

## Discografia parziale
- Billy Joe Royal (1965)
- Down in the Boondocks (1965)
- Billy Joe Royal feat. Hush (1967)
- Cherry Hill Park (1969)
- Billy Joe Royal (1980)
- Folio (1982)
- Looking Ahead (1987)
- The Royal Treatment (1987)
- Tell It Like It Is (1989)
- Out of the Shadows (1990)
- Greatest Hits (1991)